# 京成バス千葉ウエスト千鳥営業所
京成バス千葉ウエスト千鳥営業所（けいせいバスちばウエストちどりえいぎょうしょ）は、千葉県浦安市千鳥にある京成バス千葉ウエストの営業所。
浦安市・市川市で一般路線バスを運行しているほか、羽田空港・成田空港を発着するリムジンバスなどを運行している。
本項では、千鳥営業所の前身である東京ベイシティ交通株式会社（とうきょうベイシティこうつう）についても扱う。

## 沿革
- 1976年（昭和51年）11月12日：京成電鉄の系列会社として、オリエンタルランド交通株式会社を設立[3]。
- 1977年（昭和52年）4月1日：旧・1系統（浦安駅入口 - 舞浜車庫（現：舞浜三丁目）間）を開通し、一般乗合旅客自動車運送事業営業開始[3]。
- 1979年（昭和54年）3月23日：今川線の運行を開始[4]。
- 1980年（昭和55年）4月8日：入船線の運行を開始[4]。
- 1987年（昭和62年）9月16日：一般貸切旅客自動車運送事業営業開始。
- 1988年（昭和63年）12月1日：JR京葉線の南船橋 - 新木場間開通により、浦安駅入口、舞浜駅、新浦安駅の3か所をターミナルとした抜本的な路線改変を実施。
- 1989年（平成元年）8月1日：京成電鉄の資本参加により[要出典]、商号を東京ベイシティ交通に変更[5]。
- 1996年（平成8年）4月4日：浦安ターミナルを廃止[注釈 1]。
- 2001年（平成13年）7月27日：浦安市舞浜より浦安市千鳥へ事業所移転。
- 2002年（平成14年）
  - 4月1日：千鳥営業所にCNG充填所「浦安エコ・ステーション」を設置。
  - 4月29日：浦安市より運行委託された、浦安市コミュニティバス「おさんぽバス市民病院線」の運行開始[6]。
- 2008年（平成20年）
  - 3月8日：PASMO導入。（Suicaも利用可能、おさんぽバス・高速バス除く）
  - 10月1日：停留所「オリエンタルランド本社前」を「シルク・ドゥ・ソレイユ シアター」に改称。
- 2009年（平成21年）3月28日：大規模路線再編　（ほぼ現在の形）
- 2010年（平成22年）
  - 3月31日：バス共通カードの販売終了。
  - 7月31日：バス共通カードの利用終了。
- 2012年（平成24年）1月1日：停留所「シルク・ドゥ・ソレイユ シアター」を「オリエンタルランド本社前」に再改称。
- 2017年（平成29年）
  - 3月27日：創立40周年を記念してオリエンタルランド交通時代のカラーリングを復刻した路線バス3台が運行開始、運行に先立ち3月25日に事前応募制のバス撮影会を開催[7]。
  - 12月31日：浦安エコ・ステーションの営業を終了[8]。
- 2020年（令和2年）12月10日：一般路線バスの一日乗車券「ぶらやすきっぷ」の発売開始[9]。
- 2021年（令和3年）
  - 4月30日：PASMO・Suicaでのバス利用特典サービスの終了[10]。
  - 10月1日：無料Wi-Fiサービス 『BayCity Bus Free Wi-Fi』の廃止[11]。
- 2025年（令和7年）4月1日：京成グループにおけるバス事業の再編により、京成トランジットバス・松戸新京成バス・船橋新京成バス鎌ヶ谷営業所と統合され、京成電鉄バスホールディングス傘下である京成バス千葉ウエストの営業所となる[12][13]。

### 東京ベイシティ交通
東京ベイシティ交通株式会社（とうきょうベイシティこうつう）は、千葉県浦安市千鳥12番5号にあったバス事業者。京成電鉄の連結子会社であり、京成グループの企業であった。京成カードの加盟店でもあった。
京成電鉄が株式の65%を有する連結子会社であったが、同時に東京ディズニーリゾートを経営するオリエンタルランドの持分法適用会社（同35%）でもあり、同社の完全子会社として設立された経緯から京成トランジットバス（現・京成バス千葉ウエスト塩浜営業所）と同様、ほかの京成グループのバス事業者とは経営支配面が若干異なっていた。
本社敷地内に千鳥営業所を併設しており、2025年（令和7年）4月1日以降は京成バス千葉ウエストの営業所となった。

## 路線バス
詳細な路線は、京成バス千葉ウエスト千鳥営業所の公式ページなどを参照。

### 一般路線
基本的に従量制によるゾーン運賃制度を適用している。運賃は前払いのため乗車時に行き先を自己申告して支払う。
ここでは主要停留所（主な経由地）のみ表示している。太字停留所は起終点便が有る停留所、斜体停留所は異なる経由便がある停留所である。
系統紹介に書いてある時刻は2023年5月27日現在のものであるため、今後のダイヤ改正で変わる可能性がある。

#### 系統1：北栄線
新浦安駅から入船エリア、浦安高校前、北栄エリアを経由して浦安駅・当代島を周回し、再度北栄エリア、浦安高校前、入船エリアを経由して新浦安駅に至る。日中は当代島から東京ベイ医療センターを経由する便もある。小型車両での運行となっている。また、平日最終の新浦安駅19時台は終点に到着後6系統で千鳥車庫行として運行するため、浦安駅入口を終点とするバスが運行されている。
経路
- 新浦安駅 → 入船五丁目 → 浦安高校前 → 消防本部前 → 北栄中央 → 浦安駅東口 → 当代島（→東京ベイ医療センター）→ 北栄二丁目 → 消防本部前 → 浦安高校前 → 入船五丁目 → 新浦安駅（北栄循環）
- 新浦安駅 → 入船五丁目 → 浦安高校前 → 消防本部前 → 北栄中央 → 浦安駅東口 → 浦安駅入口
  - 2018年（平成30年）4月7日：系統1・浦安高校線に代わり運行を開始する。
  - 2022年（令和4年）11月26日：毎朝6時台に1本のみあった浦安駅入口 → 浦安駅 → 北栄・入船エリア → 新浦安駅行きが廃止される。また、「浦安駅」バス停が京成トランジットバス専用になることに伴い、「浦安駅」バス停は廃止になったため、浦安駅東口 → 浦安駅入口に変更される。

#### 系統2：今川線
浦安駅からやなぎ通りを通り、新浦安駅を経由して若潮通りを進み、舞浜駅に至る。約10分 - 20分間隔での運行である。（土曜、日曜・祝日はほぼ終日15分間隔での運行である。）早朝・夜（平日のみ夕方）には千鳥車庫に出入庫する便もある。
経路
- 浦安駅入口 - 神明裏 - 消防本部前 - 新浦安駅北口 - 順天堂病院前 - 弁天第二 - 運動公園 - オリエンタルランド本社前 - 舞浜駅
- 浦安駅入口 - 神明裏 - 消防本部前 - 新浦安駅北口 - 順天堂病院前 - 弁天第二 - 運動公園 - 千鳥車庫
- 浦安駅入口 → 神明裏 → 消防本部前 → 新浦安駅北口（平日朝に数本のみ）
  - 以前は新浦安駅から若潮通りを通って舞浜駅に行く区間便があった。

#### 系統3：浦安東団地線
浦安駅・新浦安駅から望海の街・明海エリアを経由して総合公園に至る。現在日中は1時間あたり新浦安駅 - 総合公園間は平日に5本・土休日に4本程度運行されている。また、浦安駅入口行きは1時間に1本程度運行されている。以前は11番系統と同様に新浦安温泉・日の出南まで運行されていた。また、新浦安駅と日の出南の間は日中10分間隔での運行だったが、浦安駅までの直通便は30分間隔で運行していた（土休日は1時間間隔）。また、一部（主に夜間帯）に途中の明海三丁目発着のバスが運行される（新浦安駅発着バスのみ）。
経路
- 浦安駅入口 - 神明裏 - 消防本部前 - 海楽 - 新浦安駅 - 入船中央エステート - 明海大学前 - 海風の街 - 夢海の街 - 望海の街 - 明海六丁目 - 明海南小学校 - 三井ガーデンホテル - ハイアットリージェンシー - 明海五丁目 - ベイサイドホテルエリア - 総合公園
- 浦安駅入口 → 神明裏 → 消防本部前 → 海楽 → 新浦安駅 → 入船中央エステート → 明海大学前 → 海風の街 → 夢海の街 → 望海の街 → 明海六丁目 → 明海南小学校 → 三井ガーデンホテル → ハイアットリージェンシー → 明海五丁目 → ベイパーク → シンボルロード・パークシティ
  - 2007年（平成19年）3月16日：明海六丁目から了徳寺大学へ延伸する。
  - 2009年（平成21年）1月16日：了徳寺大学から総合公園を経由して日の出南へ延伸する。
  - 2009年（平成21年）3月28日：一部の便が総合公園まで延長して運行する。
  - 2011年（平成23年）11月1日：ダイヤ改正を実施し、すべての便を総合公園止まりに変更する。これにより、新浦安温泉・日の出南行きは11番系統のみとなった。
  - 2024年（令和6年）7月1日：「了徳寺大学」が「 ハイアット リージェンシー 」に名称を変更する。

#### 系統4：富岡線
浦安駅から市役所入口郵便局前、順天堂病院前、若潮通りを経由して舞浜駅、東京ディズニーランドに至る。日中は約20分 - 30分間隔での運行。ただし、東京ディズニーランドバスターミナル行きは午前中、東京ディズニーランドバスターミナル発は日中の数本のみ運行される。そのため基本は舞浜駅 - 浦安駅入口で運行される。早朝・夜間には千鳥車庫に出入庫する便もある。
経路
- 浦安駅入口 - フラワー通り - 南小入口 - 市役所入口郵便局前 - 順天堂病院前 - 弁天第二 - 運動公園 - オリエンタルランド本社前 - 舞浜駅 - 東京ディズニーランド
- 浦安駅入口 - フラワー通り - 南小入口 - 市役所入口郵便局前 - 順天堂病院前 - 弁天第二 - 運動公園 - 千鳥車庫

#### 系統5：堀江線
浦安駅から東海大浦安高校前を経由して新浦安駅に至る。日中は約15分 - 30分間隔での毎時2 - 4本程度の運行。他の路線で浦安駅入口 - 新浦安駅を乗車すると、現金150円（IC147円）だが、この路線で同区間を乗車すると、現金190円（IC186円）となってしまう。通常は中型車・小型車での運行だが、朝に数本ある東海大浦安高校前発新浦安駅北口行きと7時台の浦安駅入口発新浦安駅北口行きの1本だけは、大型車での運行となっている。また、車両点検により小型車の運転になる場合もある。（ただし、小型車での運用ができたため現在は事前発表をしない。）以前は平日早朝の一部の便で浦安駅入口発、後ろ乗り後払い方式の東海大浦安高校前行き（終着場所は6系統の東海大浦安高校前を使用）が存在した。主に東海大学付属浦安高等学校・中等部の生徒が利用する便だと思われるが、途中の停留所で乗降が可能である（ただし前述の通り後ろ乗り後払い方式）。さらに、夜間には新浦安駅を通らず、さくら通りから若潮通りを通って直接千鳥車庫へ入庫する浦安駅入口 → 東野エリア → NTT浦安前行きが運行される。浦安駅入口付近の経路が往復で異なることや、新浦安駅 - 浦安駅入口は遠回りになるので、乗車時には注意が必要である。
経路
- 浦安駅入口 → フラワー通り → 南小入口 → 清瀧弁財天 → 堀江中学校前 → 東海大浦安高校前 → 東野中央 → NTT浦安前 → 新浦安駅北口 → 新浦安駅
- 浦安駅入口 ← 神明裏 ← 豊受神社 ← 清瀧弁財天 ← 堀江中学校前 ← 東海大浦安高校前 ← 東野中央 ← NTT浦安前 ← 新浦安駅北口 ← 新浦安駅
  - 2009年（平成21年）3月28日：東野二丁目経由に経路を変更する（朝・夜1本を除く）。以前は東海大浦安高校前からリブレ京成（現在の富岡三丁目）、サンコーポを通り新浦安駅に行く便だった。
  - 2015年（平成27年）までは平日朝8時台に東海大浦安高校前から富岡三丁目、若潮通りを通り新浦安駅北口へ行く便があった。
  - 2022年（令和4年）1月29日：新浦安駅 - 東野中央の区間便を新設。新浦安駅 - 東海大浦安高校前の区間便も増設され、夕方 - 夜にかけて新浦安駅 - 東野エリアの便が1時間に4本（およそ10分 - 20分間隔）に増発。一方、新浦安駅 - 堀江エリア - 浦安駅入口は1時間に2本（およそ30分間隔）に減便。また、増発に伴い一部小型車にて運行を開始した。
  - 2022年（令和4年）11月26日より1系統の出庫を兼ねるため、小型車（日野・ポンチョ）の運行となる便があったが、新浦安駅に回送する運用に変更となり、早朝の舞浜三丁目 → 富岡三丁目 → 浦安駅入口の便が廃止される。これにより、富岡三丁目バス停はマイタウンダイレクトバス専用になる。
  - 2023年（令和5年）5月27日：東野中央・東海大浦安高校前 - 浦安駅入口が減便されたが、混雑が悪化（特に土曜、日曜・祝日）したため、東野中央・東海大浦安高校前発着を廃止しすべて浦安駅入口行きに変更する。

#### 系統6：市役所線
浦安駅から市役所前、東海大浦安高校前を経由して舞浜駅に至る。基本的に大型車での運行だが、平日夜の浦安駅入口発千鳥車庫行きは、1本だけ1系統浦安駅入口行きからの入庫便のため、小型車での運行となる。早朝・深夜には千鳥車庫に出入庫する便もある。（土曜の昼のみ出庫便がもう1便ある。）また、朝に東海大浦安中高の生徒の通学用に、舞浜駅から東海大浦安高校止まりの区間便がある。さらに、平日・土曜日の夕方には東海大浦安高校前 → 舞浜駅の区間便もある。（土曜日のみ千鳥車庫 → 浦安駅入口を新設し、浦安駅方面の輸送力向上も兼ねている。）
経路
- 浦安駅入口 - 神明裏 - 猫実 - 消防本部前 - 市役所前 - 東野プール - 東海大浦安高校入口 - 東海大浦安高校前 - 弁天橋 - 見明川 - 運動公園 - オリエンタルランド本社前 - 舞浜駅
- 浦安駅入口 - 神明裏 - 猫実 - 消防本部前 - 市役所前 - 東野プール - 東海大浦安高校入口 - 東海大浦安高校前 - 弁天橋 - 見明川 - 運動公園 - 千鳥車庫

#### 系統9：舞浜線
浦安駅から清瀧弁財天を経由して舞浜駅に至る。この路線で浦安駅入口 - 舞浜駅を乗車すると、210円（現金・IC）となる。他の路線にて同区間を乗車すると、280円（現金・IC）となってしまう。また、堀江六丁目から堀江東、東野経由で東海大浦安高校入口に行くルートも存在する。舞浜駅発は午後から、東海大浦安高校入口発は朝から昼すぎにかけての運行である。
経路
- 浦安駅入口 - フラワー通り - 南小入口 - 清瀧弁財天 - 堀江中学校前 - 京成ローズタウン - 舞浜駅
- 堀江六丁目 - 清瀧弁財天 - 堀江中学校前 - 富士見五丁目 - 京成ローズタウン - 舞浜駅 （朝夕のみ）
- 富士見三丁目 → 富士見五丁目 → 京成ローズタウン → 舞浜駅の（朝のみ）
- 東海大浦安高校入口 - 東野プール - 堀江東 - 清瀧弁財天 - 堀江中学校前 - 京成ローズタウン - 舞浜駅
- 東海大浦安高校入口 ← 東野プール ← 堀江東 ← 清瀧弁財天 ← 堀江中学校前 ← 京成ローズタウン ← 舞浜駅（深夜）
- 浦安駅入口 → フラワー通り → 南小入口 → 清瀧弁財天 → 堀江中学校前 → 京成ローズタウン（深夜）
  - 2009年（平成21年）3月28日：舞浜駅 - 東海大浦安高校入口の路線を新設する。
  - 2021年（令和3年）4月3日：ダイヤ改正で朝・日中に増便したが、夕・夜間帯は減便する。深夜最終便の時刻を繰り上げる。
  - 2021年（令和3年）10月18日：浦安駅から京成ローズタウン行きの深夜バスを新設する。

#### 系統10：高洲線
新浦安駅から高洲、鉄鋼団地を経由し、みなと南に至る。運賃は現金150円（IC147円）、アライプロバンス以遠は170円（IC166円）である。鉄鋼団地への利用者を目的に運行されているため、平日・土曜日のみの運行となっている。
経路
- 新浦安駅 - 明海交差点 - 東京学館前 - 順天堂大学入口 - 高洲四丁目 - 鉄鋼団地入口 - みなと南
  - 2009年（平成21年）3月28日：高洲三丁目経由に経路を変更し、鉄鋼団地内へと延伸する。
  - 2019年（平成31年）4月1日：「高洲保育園入口」が「順天堂大学入口」に名称を変更する。
  - 2021年（令和3年）2月1日：「みなと第一」が「アライプロバンス」に名称を変更する。

#### 系統11：シンボルロード線
新浦安駅からシンボルロードを直進してベイサイドホテルエリアに至る。日中は15分 - 20分間隔での運行（浦安駅入口発着便は日中1時間間隔）で、当初はシンボルロード行きであったが、後に日の出南まで延伸された。日の出南停留所は浦安市墓地公園の敷地内にある。
経路
- 浦安駅入口 - 神明裏 - 消防本部前 - 海楽 - 新浦安駅 - 入船中央エステート - 明海大学前 - 海風の街 - ベイモール - ベイパーク - ベイサイドホテルエリア - 総合公園 - 新浦安温泉 - 日の出南
- 新浦安駅 → 明海大学前 → 海風の街 → ベイモール → ベイパーク →  ハイアット リージェンシー  → 三井ガーデンホテル → 望海の街（深夜）
- 高洲海浜公園 →  ハイアット リージェンシー  → 明海六丁目 → ベイパーク → 海風の街 → 新浦安駅
  - 2009年（平成21年）3月28日：一部の便が総合公園・新浦安温泉・日の出南まで延伸する。浦安駅入口発着便および深夜バス（新浦安駅発）を新設する。
  - 2022年（令和4年）1月29日：高洲海浜公園 → 了徳寺大学 → 日の出エリア → 新浦安駅の便を新設する。
  - 2024年（令和6年）7月1日：「了徳寺大学」が「 ハイアット リージェンシー 」に名称を変更する。

#### 系統12：舞浜リゾート線
浦安駅から東京ディズニーシー、東京ディズニーリゾート・オフィシャルホテルを経由して舞浜駅に至る。浦安駅入口〜運動公園間は4系統の富岡線と同一ルートを取る。以前は1時間に1本あったものの、現在は土曜、日曜・祝日の数本のみとなっている。
経路
- 浦安駅入口 - フラワー通り - 南小入口 - 市役所入口郵便局前 - 順天堂病院前 - 弁天第二 - 運動公園 - 東京ディズニーシー -シェラトンホテル・ホテルオークラ - ヒルトンホテル・グランドニッコー - 東京ベイ舞浜ホテル - 舞浜駅
  - 2019年（令和元年）10月1日：「サンルートホテル・舞浜ホテル」が「東京ベイ舞浜ホテル」に名称を変更する。
  - 2020年（令和2年）5月1日：「ヒルトンホテル・舞浜ホテルクラブリゾート」が「ヒルトンホテル・グランドニッコー」に名称を変更する。

#### 系統14：弁天・富岡線
新浦安駅から弁天・富岡エリアを経由して舞浜駅に至る路線。
経路
- 新浦安駅 - 新浦安駅北口 - 順天堂病院前 - サンコーポ東口 - 中央公園 - 見明川小学校前 - 運動公園 - オリエンタルランド本社前 - 舞浜駅
- 新浦安駅 - 新浦安駅北口 - 順天堂病院前 - サンコーポ東口 - 中央公園 - 見明川小学校前 - 運動公園 - 千鳥車庫
  - 2006年（平成18年）11月18日：運行を開始する。

#### 系統15：潮音の街線
新浦安駅から潮音の街を経由して、高洲海浜公園に至る。日中は約15分 - 30分間隔での運行となっている。全区間が現金150円（IC147円）。
経路
- 新浦安駅 - 明海交差点 - 東京学館前 - 高洲 - 高洲中央公園 - 潮音の街 - 高洲海浜公園
  - 2009年（平成21年）3月28日：すべての便を高洲海浜公園まで延伸する。

#### 系統16：日の出線
新浦安駅から海風の街・プラウド新浦安パークマリーナ（旧・日航浦安）を経由して日の出七丁目・ベイシティ浦安に至る。日中は20分間隔での運行である。ただし、土休日の日中は一部30分 - 60分間隔になるので、その間は17系統のベイシティ浦安行きを利用するように促進している。運賃は全区間が現金150円（IC147円）である。
経路
- 新浦安駅 - 明海大学前 - 海風の街 - ベイシティ浦安 - 日の出中学校 - プラウド新浦安パークマリーナ - 日の出西 - 日の出七丁目
  - 2018年（平成30年）9月29日：日の出南小学校バス停（日航浦安方面）を新設する。

#### 系統17：日の出線
新浦安駅から東京電力・日の出東を経由して日の出七丁目に至る。日中は20分間隔での運行である。運賃は全区間が現金150円（IC147円）である。夜は16系統の運行が減る代わりに17系統のベイシティ浦安行きが運行される。
経路
- 新浦安駅 - 明海大学前 - 日の出保育園入口 - 東京電力 - 日の出小学校 - 日の出東 - 日の出七丁目
- 新浦安駅 → 明海大学前 → 日の出保育園入口 → 東京電力 → 日の出小学校 → 日の出東 → プラウド新浦安パークマリーナ → 日の出中学校 → ベイシティ浦安
  - 2009年（平成21年）3月28日：深夜バスを新設する。
  - 2018年（平成30年）9月29日：日の出六丁目バス停を新設する。

#### 系統18：明海・高洲線
浦安駅から新浦安駅、海風の街、潮音の街を経由して高洲海浜公園に至る。平日の日中は浦安駅入口発で約1時間間隔での運行である。また、平日の日中・夜、土休日に新浦安駅発着便が存在する。
経路
- 浦安駅入口 - 神明裏 - 消防本部前 - 海楽 - 新浦安駅 - 明海大学前 - 海風の街 - 夢海の街 - 高洲橋 - 高洲中央公園 - 潮音の街 - 高洲海浜公園
- 新浦安駅 → 明海大学前 → 海風の街 → 夢海の街 → 高洲橋 → 高洲中央公園 → 潮音の街 → 高洲四丁目 → 順天堂大学入口 → 高洲北小学校（深夜）
  - 2009年（平成21年）3月28日：浦安南高校・特養ホームから高洲海浜公園まで延伸し、一部の便を浦安駅入口まで延伸する。

#### 系統19：高洲南線
新浦安駅から東京学館前、浦安南高校・特養ホーム経由して高洲海浜公園に至る。全区間150円。
経路
- 新浦安駅 - 明海交差点 - 東京学館前 - 順天堂大学入口 - 高洲四丁目 - 浦安南高校・特養ホーム - 高洲海浜公園
  - 2009年（平成21年）3月28日：浦安南高校・特養ホームから高洲海浜公園まで延伸する。
  - 2019年（平成31年）4月1日：「高洲保育園入口」が「順天堂大学入口」に名称を変更する。

#### 系統20：千鳥線
舞浜駅から、物流センターなどが多く位置する千鳥地区へのアクセスを担う。千鳥車庫に至る出入庫の役割も兼ねる。運賃は全区間が現金150円（IC147円）である。舞浜駅方面は運動公園バス停を通過する。
経路
- 舞浜駅 - オリエンタルランド本社前 - 運動公園 - 千鳥車庫 - 千鳥北 - 千鳥東 - 車庫裏 - 千鳥車庫
- 舞浜駅 → オリエンタルランド本社前 → 運動公園 → 千鳥車庫 → 千鳥北 → 千鳥中央 → クリーンセンター → 浦安斎場 → 千鳥西 → 千鳥中央 → 千鳥北 → 千鳥車庫 → オリエンタルランド本社前 → 舞浜駅（千鳥循環） ※千鳥西止まりおよびクリーンセンター始発あり
- 舞浜駅 - オリエンタルランド本社前 - 運動公園 - 千鳥車庫 - 千鳥北 - 千鳥中央 - クリーンセンター
  - 2009年（平成21年）3月28日：千鳥循環線とクリーンセンターバス停を新設する。

#### 系統22：若潮通り線
新浦安駅から運動公園を経由して千鳥車庫に至る。
経路
- 新浦安駅 - 新浦安駅北口 - 順天堂病院前 - 弁天第二 - 運動公園 - 千鳥車庫 - 千鳥北 - 千鳥東 - 車庫裏 - 千鳥車庫
  - 2009年（平成21年）3月28日：運行を開始する。

#### 系統23：浦安東団地線
舞浜駅から新浦安駅、望海の街を経由して総合公園に至る。現在は日曜・祝日の1往復のみの運行である。他系統の便がまだ運行するため、終車を示す赤枠は出さない。
経路
- 舞浜駅 - オリエンタルランド本社前 - 運動公園 - 弁天第二 - 順天堂病院前 - 新浦安駅北口 - 新浦安駅 - 明海大学前 - 海風の街 - 夢海の街 - 望海の街 - 明海南小学校 - ハイアット リージェンシー - ベイサイドホテル - 総合公園
  - 2009年（平成21年）3月28日：運行を開始する。
  - 2024年（令和6年）7月1日：「了徳寺大学」が「 ハイアット リージェンシー 」に名称を変更する。

#### 系統24：富士見循環線
新浦安駅から順天堂病院前 → サンコーポ東口 → 中央公園 → 東海大浦安高校前を経由して富士見エリアに向かう循環線である。富士見五丁目で右折し、堀江橋・見明川に沿って走行し弁天橋交差点（左カーブ）で左折、市役所通りを経て東海大浦安高校前（6番系統側学校正門前）の先で右折し、新浦安駅に戻る。特異な点として、東海大浦安高校前停留所を☆往路5番系統側（ヤオコー・アクロスプラザ前）→ 富士見三丁目 → 富士見五丁目 → 堀江橋 → 見明川歩道橋 → 弁天橋 → 東野三丁目 → ★復路東海大浦安高校前（6番系統側学校正門前）→ 東海大浦安高校前（5番系統側ヤオコー・アクロスプラザ前）と3回通る所である。復路の東海大浦安高校前停留所での到着前車内放送でも、「東海大浦安高校前（6番系統側学校正門前）の次は、この先交差点を右折し、東海大浦安高校正門前（5番系統側ヤオコー・アクロスプラザ前）にも停車します。」という放送が流れる。また、車両は小型車で運行するため、雨天時は混雑することがある。運賃は全区間が現金150円（IC147円）である。

#### 系統25：舞浜・高洲線
高洲海浜公園から潮音の街、総合公園を経由して舞浜駅に至る。 
経路
- 舞浜駅 - 見明川住宅 - 順天堂大学浦安キャンパス - 高洲四丁目 - 高洲七丁目 - 潮音の街 - 高洲海浜公園
- 舞浜駅 - 見明川住宅 - 順天堂大学浦安キャンパス - 高洲四丁目 - 潮音の街北 - 海園の街 - シンボルロード・パークシティ - ベイサイドホテルエリア - 総合公園
  - 2009年（平成21年）3月28日：高洲海浜公園へ延伸する。また、舞浜駅発の便を新設する。
  - 2010年（平成22年）11月1日：すべての便を全停留所に停車化する。総合公園へ延伸する。

#### 系統37：大三角線
東京ディズニーシー・舞浜駅から、浦安市内を横断して市川市の南行徳駅に至る。
経路
- 東京ディズニーシー - オリエンタルランド本社前 - 舞浜駅 - 富士見五丁目 - 富士見三丁目 - 堀江中学校前 - 清瀧弁財天 - 堀江六丁目 - 堀江一丁目 - 豊受神社 - 南行徳駅
  - 2009年（平成21年）3月28日：運行を開始する。
  - 2010年（平成22年）11月：豊受神社 - 南行徳駅を新設する。舞浜駅 - 堀江一丁目で行っていた急行運転を廃止する。
  - 2021年（令和3年）4月3日：堀江六丁目 - 富士見三丁目 - 富士見五丁目 - 京成ローズタウン - 舞浜駅 - オリエンタルランド本社前 - 東京ディズニーシーへの区間便を運行開始。

#### 系統38：明海クオン線
新浦安駅から明海二丁目（QUWON新浦安）周辺を通る循環線である。急行運転のため、全ての便が入船中央エステート、明海大学前、夢海の街は通過している。
経路（全停留所を記載している。）
- 新浦安駅 → 海風の街 → 明海小学校 → クオン新浦安 → 新浦安駅
  - 2018年（平成30年）9月29日：運行を開始する。
  - 2022年（令和4年）1月29日：ダイヤ改正で日中の便が消滅し、朝夕のみの運行となる。

### 空港リムジンバス・高速路線バス

#### 羽田空港 - 東京ディズニーリゾート
羽田空港から東京ディズニーリゾート、舞浜エリアのホテルに至る。京成バス、京浜急行バス、東京空港交通と共同運行している。
経路（下り便停車順）
- 羽田空港第3ターミナル（旧：国際線ターミナル） - 羽田空港第2ターミナル - 羽田空港第1ターミナル - 東京ディズニーランド - ディズニーアンバサダーホテル - 東京ディズニーシー - 東京ディズニーシー・ホテルミラコスタ - 東京ディズニーランドホテル - 東京ベイ舞浜ホテル ファーストリゾート - 東京ベイ舞浜ホテル - グランドニッコー東京ベイ 舞浜 - シェラトン・グランデ・トーキョーベイ・ホテル - ホテルオークラ東京ベイ - ヒルトン東京ベイ
  - 第3ターミナルは一部の便のみ停車する。また、羽田空港行きは便により停車するホテルが異なる。
  - 羽田空港発8時台から10時台の便は、TDL・TDSのみ停車（ホテルエリアには乗り入れない）。一方、TDL・TDS休園日もバスは運行するが、ホテルエリアのみの停車となる。

#### 成田空港 - 東京ディズニーリゾート
成田空港から東京ディズニーリゾート、ディズニーホテルに至る（上記羽田空港線と同停留所に停車）。東京空港交通、千葉交通、リムジンパッセンジャーサービスと共同運行している。

#### 羽田空港 - 新浦安エリア
羽田空港から新浦安エリアに至る。東京空港交通と共同運行している。
経路
- 羽田空港国際線ターミナル - 羽田空港第2ターミナル - 羽田空港第1ターミナル - 新浦安駅 - 日の出公民館 - ベイサイドホテルエリア - 三井ガーデンホテルプラナ東京ベイ - 潮音の街
  - 各ホテルには直接乗り入れず、ホテル前道路のバス停を利用。
  - かつて浦安ブライトンホテル、オリエンタルホテル東京ベイ、ホテルエミオン東京ベイに停車していたが、現在は廃止となっている。

#### 成田空港 - 新浦安エリア
成田空港から新浦安エリアホテルに至る。東京空港交通、千葉交通と共同運行している。
経路
- 成田空港第3ターミナル - 成田空港第2ターミナル - 成田空港第1ターミナル - 東京ディズニーランド - 東京ディズニーシー - 新浦安駅 - 東京ベイ東急ホテル - 東京ディズニーセレブレーションホテル：ディスカバー（旧：パームテラスホテル） - 東京ディズニーセレブレーションホテル：ウィッシュ（旧：ファウンテンテラスホテル） - 三井ガーデンホテルプラナ東京ベイ
  - 羽田空港線とは異なり、各ホテルでは直接玄関前に乗り入れる。
  - かつてオリエンタルホテル東京ベイに停車していたが、現在は廃止となっている。

#### 秋葉原駅・東京駅 - 東京ディズニーリゾート・新浦安エリア

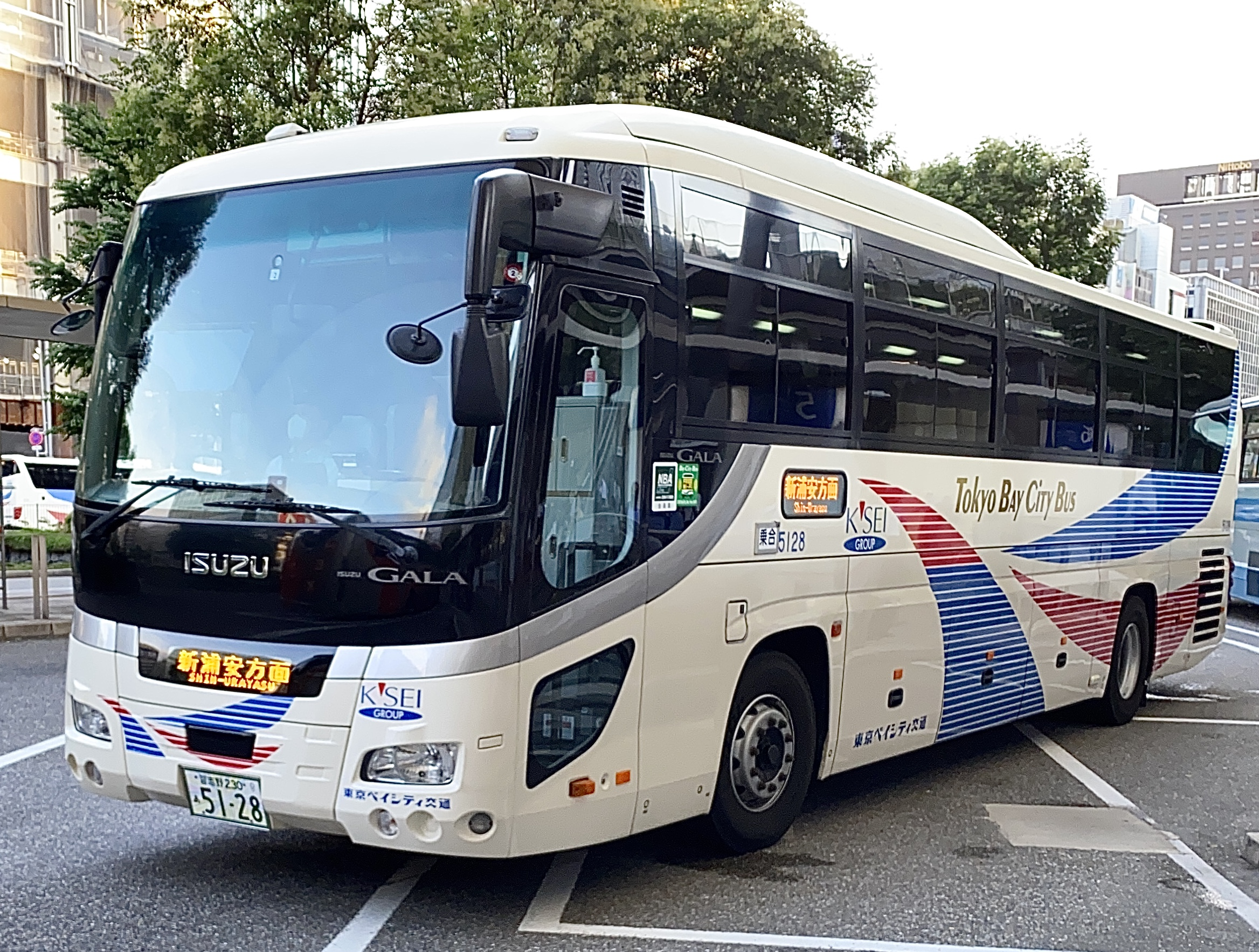
東京駅八重洲口を発車する新浦安方面行きマイタウンダイレクトバス（5128号車）

秋葉原駅から東京駅、東京ディズニーリゾートを経由して新浦安エリアに至る。京成バス、JRバス関東と共同運行している。マイタウンダイレクトバスではこの路線に限り、東京駅の乗車場所は八重洲南口JR高速バスターミナル5番乗り場、降車場所は日本橋口である。
経路
- 秋葉原駅 → 東京駅八重洲南口 → 東京ディズニーシー → 東京ディズニーランド（東京駅16時以前発）※2017年10月1日から一部の便が東京駅始発となった。
- 秋葉原駅 → 東京駅八重洲南口 → 富岡三丁目 → 高洲四丁目 → 高洲七丁目 → 潮音の街北 → 海園の街 → 明海四丁目 → シンボルロード・パークシティ → ベイモール → ベイパーク → アールフォーラム → 日の出七丁目（東京駅17時以降発）
  - 2017年10月1日から一部の便が東京駅始発となった

- 秋葉原駅 → 東京駅八重洲南口 → 東京ディズニーシー → 東京ディズニーランド → 弁天第二 → 高洲四丁目 → 高洲七丁目 → 潮音の街北 → 海園の街 → 明海四丁目 → シンボルロード・パークシティ → ベイモール → ベイパーク → 日の出南小 → アールフォーラム → 日の出七丁目（土休日のみ）
- 有楽町駅 → 東京駅八重洲南口 → 新浦安駅北口 → サンコーポ西口 → 高洲四丁目 → 高洲七丁目 → 潮音の街北 → 海園の街 → 明海四丁目 → シンボルロード・パークシティ → ベイモール → ベイパーク → アールフォーラム → 日の出七丁目（深夜急行バス）
- 日の出七丁目 → アールフォーラム → ベイパーク → ベイモール → シンボルロード・パークシティ → 明海四丁目 → 海園の街 → 潮音の街北 → 高洲七丁目 → 高洲四丁目 → 富岡三丁目 → 東京駅日本橋口 → 秋葉原駅
  - 2017年10月1日以降は一部の便が東京駅止まりとなった。

- 日の出七丁目 → アールフォーラム → ベイパーク → ベイモール → シンボルロード・パークシティ → 明海四丁目 → 海園の街 → 潮音の街北 → 高洲七丁目 → 高洲四丁目 → 弁天第二 → 東京ディズニーシー → 東京ディズニーランド → 東京駅日本橋口 → 秋葉原駅（平日は東京ディズニーシー始発）
  - ※2017年10月1日以降は一部の便が東京駅止まりとなった。

- 2021年5月10日 - 首都高速道路呉服橋出入口廃止に伴い、すべての便が宝町出口になったので、日の出七丁目7時45分発東京駅行きが東京着を5分繰り下げになった。

## 受託運行のコミュニティバス

### 浦安市コミュニティバス「おさんぽバス」

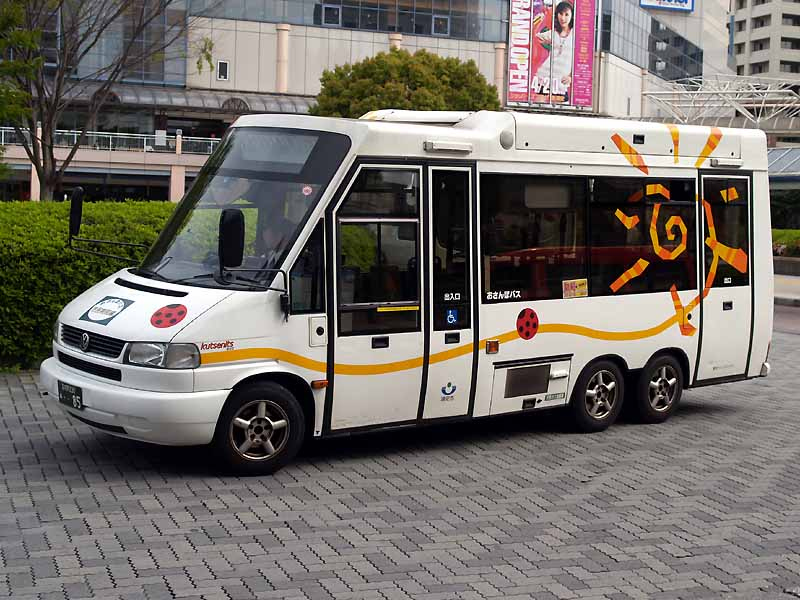
初代おさんぽバス車両（市民病院線）

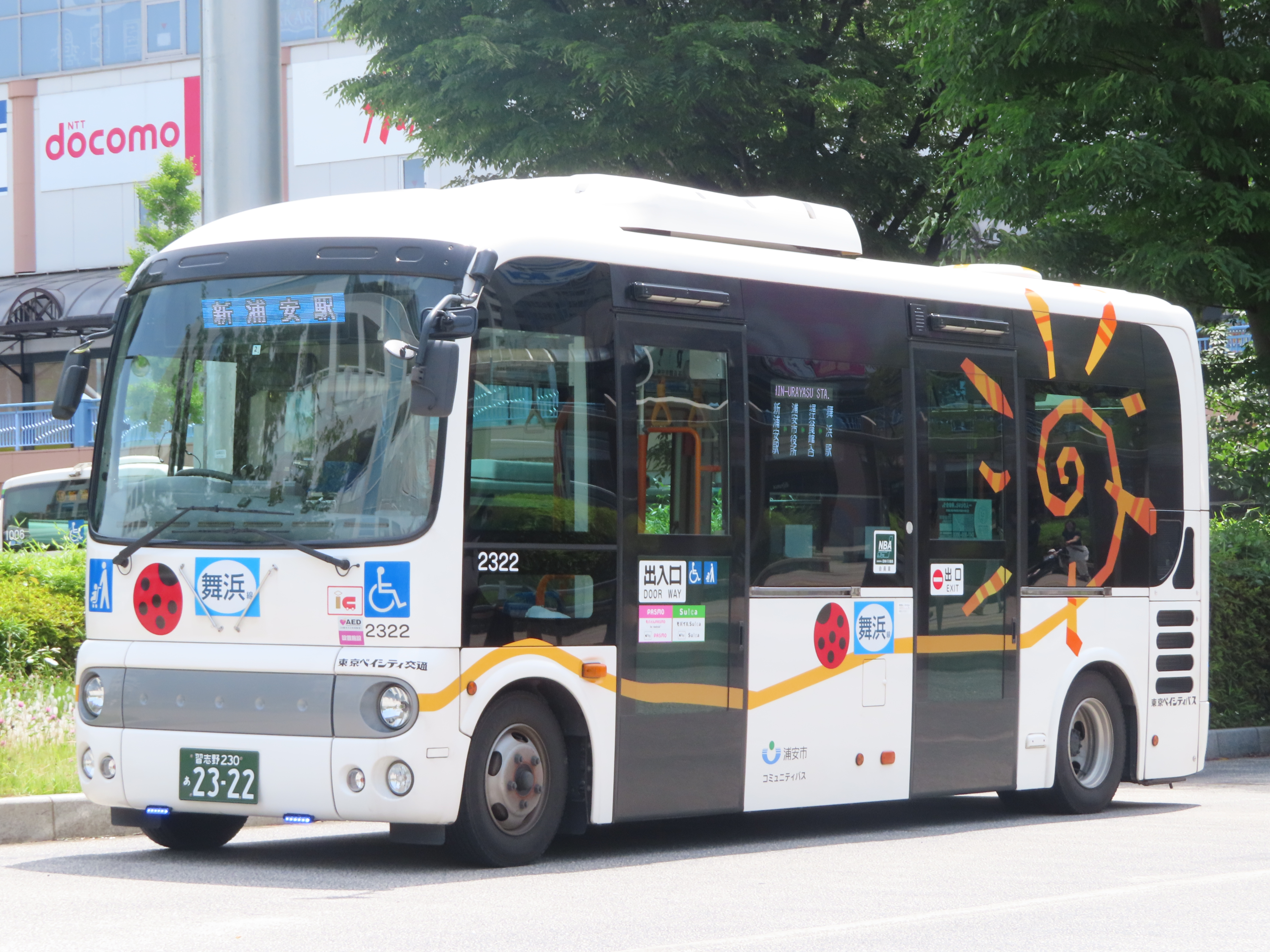
現行おさんぽバス車両（舞浜線）

2002年（平成14年）4月29日から運行を開始したコミュニティバスである。運賃は中学生以上100円均一、小学生以下無料で、バス共通カードやSuica・PASMO、回数券などは使用できなかったが、2011年10月よりSuica・PASMOの取り扱いを開始した。20分間隔で運行される。2016年6月20日から浦安市役所正面玄関へ乗り入れ、ICカード乗継割引適用、小学生無料、を開始した。
浦安市内は鉄道である東京メトロ東西線とJR京葉線が市内を横切るのみで、市内の移動手段はおもに東京ベイシティ交通によるバス路線が主流となっていたが、バス交通の空白地域及び不便地域の改善が求められ、2000年度からバス交通のあり方の検討が行われてきた。
2002年（平成14年）4月29日から市民病院線（現在の医療センター線）の運行が開始された。初年度は1日あたり約1400人（約17人／便）であったが、利便性が評価され、2003年度は約1600人（約20人／便）、2004年度は約1650人（約21人／便）、2006年度は約1800人と利用者は増加した。
2012年（平成24年）12月13日に利用者の累計が1000万人となる。
ほかのバス交通不便地域からもおさんぽバスの設定が求められ、2007年に舞浜駅を起点とする新たな路線の運行が開始された。

#### 医療センター線
経路
- 東京ベイ医療センター - 当代島公民館 - 浦安駅 - 中央公民館 - 猫実3丁目 - 猫実2丁目 - 中央図書館 - 健康センター・郷土博物館 - 浦安市役所 - 美浜3丁目 - 今川橋 - 入船小学校 - 新浦安駅
  - 2002年（平成14年）4月29日：実証運行を開始する。
  - 2007年（平成19年）3月25日：舞浜線の実証運行開始と同時に本格運行となる。
  - 2009年（平成21年）4月1日：路線名称、停留所名称を一部変更する。（浦安市川市民病院の経営譲渡に伴うもの）

#### 舞浜線
経路
- 舞浜駅 - 運動公園 - 舞浜小学校 - 富士見3丁目 - 堀江中学校 - 堀江公民館入口 - 堀江ドック入口 - 堀江2丁目 - 江川橋 - 浦安市役所 - 浦安郵便局 - 総合福祉センター - 順天堂浦安病院 - 新浦安駅
  - 2007年（平成19年）3月25日：実証運行を開始する。
  - 2020年（令和3年）12月1日：東野パディオ開業に伴い、ダイヤ改正を実施する。

#### じゅんかい線
経路
- いちょうルート：新浦安駅 - 日の出公民館北口 - 高洲公民館 - 順天堂浦安病院 - 浦安市役所 - 新浦安駅
- つつじルート：新浦安駅 - 浦安市役所 - 順天堂浦安病院 - 高洲公民館 - 日の出公民館北口 - 新浦安駅
  - 2018年（平成30年）4月7日：実証運行を開始する。
  - 2020年（令和3年）12月1日：東野パディオ開業に伴い、ダイヤ改正を実施する。

## 廃止路線
系統1：浦安高校線
浦安駅から浦安高校前を経由して新浦安駅に至っていた。運賃は全区間が現金150円（IC145円）だった。
経路
- 浦安駅入口（浦安駅東口）- 北栄中央 - 消防本部前 - 浦安高校前 - 入船五丁目 - 新浦安駅
- 浦安駅入口（浦安駅東口）- 北栄中央 - 消防本部前 - 浦安高校前 - 入船北団地 - 新浦安駅
  - 2009年（平成21年）3月28日：北栄中央・入船五丁目経由、北栄中央・入船北団地経由に経路変更され、日中は30分間隔から1時間間隔での運行に減便される。
  - 2018年（平成30年）4月7日：系統1：北栄線に置き換えられる形で廃止される。

系統7：南行徳線

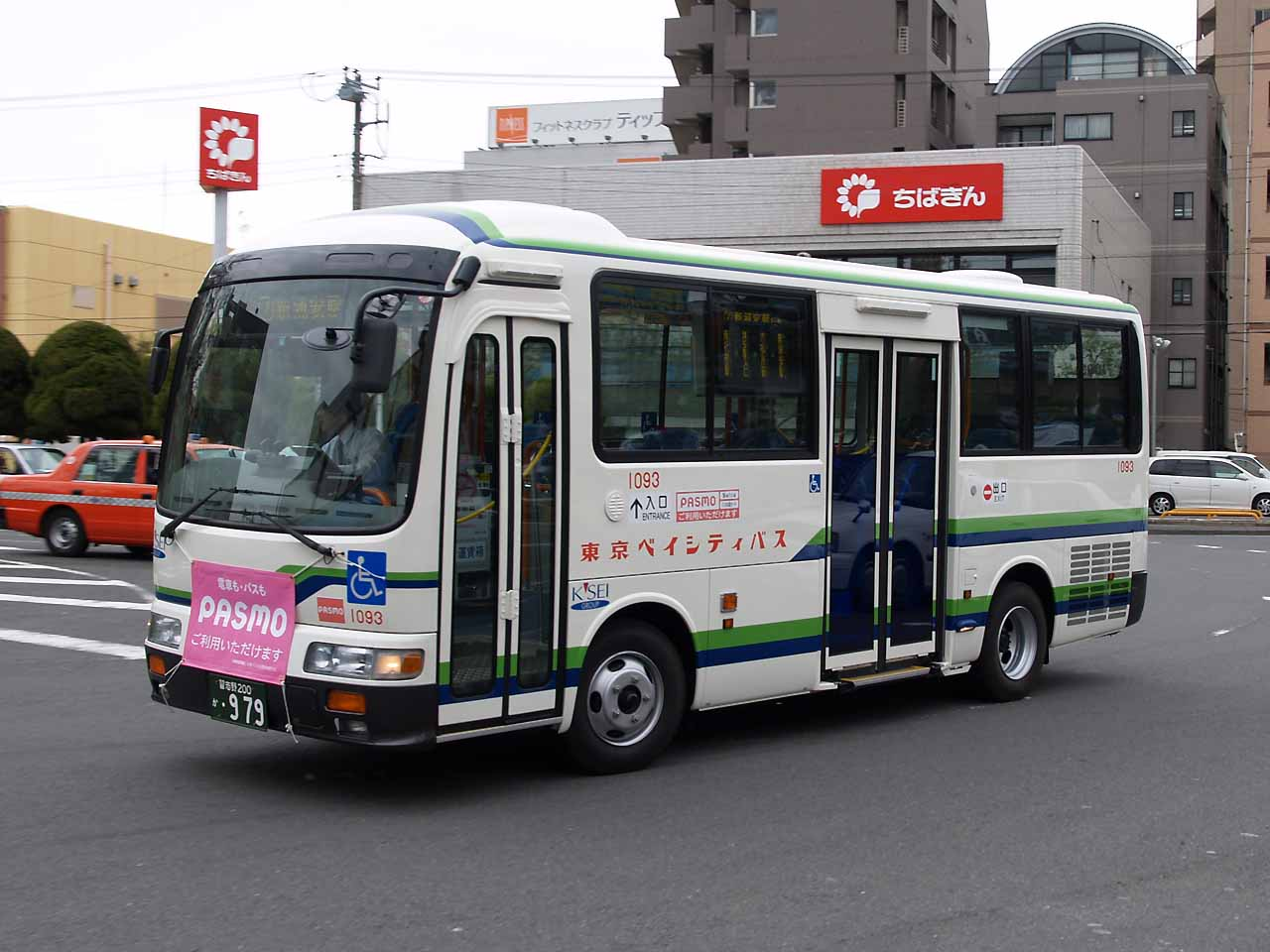
2008年から就役した「いすゞ・ジャーニーJ」

市川市に乗り入れており、南行徳駅から東京ベイ医療センター、浦安市役所を経由して新浦安駅に至っていた。日中は1時間に1本の運行であった。2008年春からは主にリフト付きの小型車（いすゞ・ジャーニーJ）で運行されていた。
経路
- 南行徳駅 → 北浜公園 → 東京ベイ医療センター入口 → 北部幼稚園入口 → 北栄中央 → 消防本部前 → 海楽 → 新浦安駅
- 東京ベイ医療センター → 北浜公園 → 東京ベイ医療センター入口 → 北部幼稚園入口 → 北栄中央 → みのり保育園入口 → 市役所前 → 商工会議所 → 海楽 → 新浦安駅
- 東京ベイ医療センター ← 北部幼稚園入口 ← 北栄中央 ← みのり保育園入口 ← 市役所前 ← 商工会議所 ← 海楽 ← 新浦安駅
- 南行徳駅 ← 北浜公園 ← 東京ベイ医療センター ← 北部幼稚園入口 ← 北栄中央 ← 消防本部前 ← 海楽 ← 新浦安駅
- 南行徳駅 - 北浜公園 - 東京ベイ医療センター入口 - 当代島 - 浦安駅
  - 南行徳駅 - 新浦安駅間には他に、行徳高校・ハイタウン塩浜・浦安警察署経由の京成バス瑞75系統も並行している。
  - 2009年（平成21年）3月28日：北栄中央経由に経路を変更し、東京ベイ医療センター - 新浦安駅の路線が新設される。

系統8：富岡S線
浦安駅から市役所入口郵便局前、順天堂病院、若潮通り、東京ディズニーシー、舞浜駅を経由して、東京ディズニーランドに至っていた。浦安駅入口行きは東京ディズニーランド発ではなく舞浜駅発として運行されていた。
経路
- 浦安駅入口 - フラワー通り - 南小入口 - 市役所入口郵便局前 - 順天堂病院前 - 弁天第二 - 運動公園 - 東京ディズニーシー - オリエンタルランド本社前 - 舞浜駅 - 東京ディズニーランド
  - 2009年（平成21年）3月28日：浦安駅入口発が消滅し、東京ディズニーランド発のみの運行となる。だが、2016年（平成28年）までに、浦安駅入口発の運行が復活している。また、以前は舞浜駅止まりの区間便があった。
  - なお、この路線は2023年（令和4年）5月21日をもって廃止となった。

 系統13：浦安斎場線 

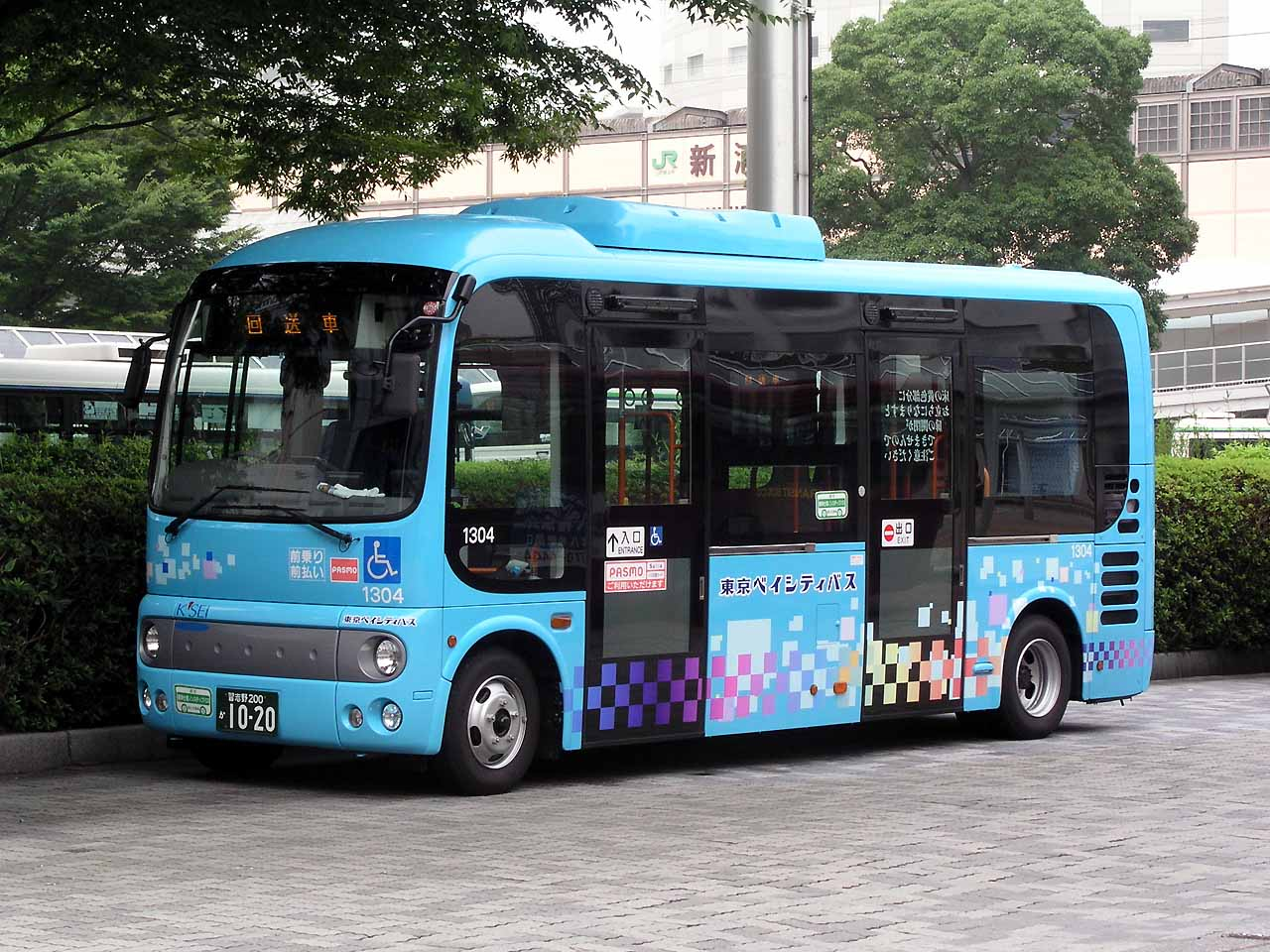
2008年7月から投入されたポンチョ（1304号車）

新浦安駅から千鳥車庫を経由して浦安斎場へ至っていた。日中は30分間隔での運行だった。
経路
- 新浦安駅 - 新浦安駅北口 - 若潮公園 - 順天堂病院前 - サンコーポ東口 - サンコーポ西口 - 弁天第二 - 見明川中学校前 - 見明川団地 - 舞浜三丁目 - 運動公園 - 千鳥車庫 - 千鳥北 - 千鳥中央 - クリーンセンター - 浦安斎場 - 千鳥西
  - 2009年（平成21年）3月28日：路線が廃止となる。

 系統21：シンボルロード線
舞浜駅から新浦安駅、ベイサイドホテルエリアを経由して、総合公園・新浦安温泉・日の出南に至っていた。日の出南まで乗り入れるのは一部の便のみだった。
経路
- 日の出南 - 新浦安温泉 - 総合公園 - ベイサイドホテルエリア - ベイパーク - 海風の街 - 明海大学前 - 新浦安駅 - 新浦安駅北口 - 順天堂病院前 - 弁天第二 - 運動公園 - オリエンタルランド本社前 - 舞浜駅
  - 2009年（平成21年）3月28日：運行を開始する。
  - 2010年（平成22年）11月1日：路線が廃止となる。

 系統26：弁天・市役所線
浦安駅から浦安市役所、東海大浦安高校を経由して舞浜駅に至っていた。車両は小型車で運行されていた。6系統・14系統・おさんぽバス舞浜線を組み合わせたようなルートだった。
経路
- 浦安駅入口 - 消防本部前 - 市役所前 - 東海大浦安高校前 - 弁天中央 - 舞浜小学校 - 舞浜駅
  - 2018年（平成30年）4月7日：運行を開始する。
  - 2023年（令和4年）5月26日 - 路線が廃止となる。

 系統28：海園の街線
新浦安駅から元イトーヨーカ堂南交差点（現在名称はない・ニューコースト新浦安南側の交差点）を右折し、海園の街を経由して高洲海浜公園に至っていた。高洲海浜公園発は毎日朝2本。新浦安駅発は毎日夜2本のみの運行だった。本数は少ないが、ある程度の利用者はいた。
経路
- 新浦安駅 - 明海大学前 - 海風の街 - 日の出公民館 - 明海四丁目 - 海園の街 - 潮音の街北 - 潮音の街 - 高洲海浜公園
  - 2023年（令和4年）5月26日 - 路線が廃止となる。

## 車両
旧・オリエンタルランド交通時代はいすゞ自動車と日産ディーゼル工業（現・UDトラックス）が主体だったが、その後日産ディーゼル車は置き換えで全車廃車されたことで、ジェイ・バス製車両に統一されている。基本的にいすゞが中心で、狭窄路線およびコミュニティバス予備として日野・ポンチョが導入されている。いすゞ車では純正ボディと並行して富士重工業製ボディも採用されていた。また、浦安駅からディズニーランド来場者輸送を担当していたことと、沿線に大規模な住宅団地や流通団地、あるいは学校がある関係で大型路線車はホイールベース5.5 - 6.0mの長尺車両が多く、低床車導入前は3扉車が主体だった。ノンステップ車は当初ホイールベース5.3mクラスを採用していたが、2代目エルガでは6.0mクラスを採用している。初代エルガと初代エルガミオのCNG車は、千鳥営業所に併設されていた浦安エコ・ステーションが閉所となったため2017年に引退した。日野ではブルーリボンシティハイブリッドが2台導入されていた。カラーリングは白地に緑と紺の帯が標準である。1980年代はクリーム色に緑と黄緑の帯を採用していた。高速路線車は当初、白地に緑・紺（・赤）だったが、現在は京成グループ共通の塗装に統一されている。
コミュニティバス「おさんぽバス」は当初クセニッツCITY3のCNG車と予備車のオムニノーバ・マルチライダーだったが、2007年3月開業の舞浜線には新規に、2007年10月の市民病院線（現在の医療センター線）にはクセニッツの置き換えとして日野・ポンチョが採用された。カラーリングは白一色に太陽をイメージした黄色の渦巻きとテントウムシのワンポイントである。
現役の車両

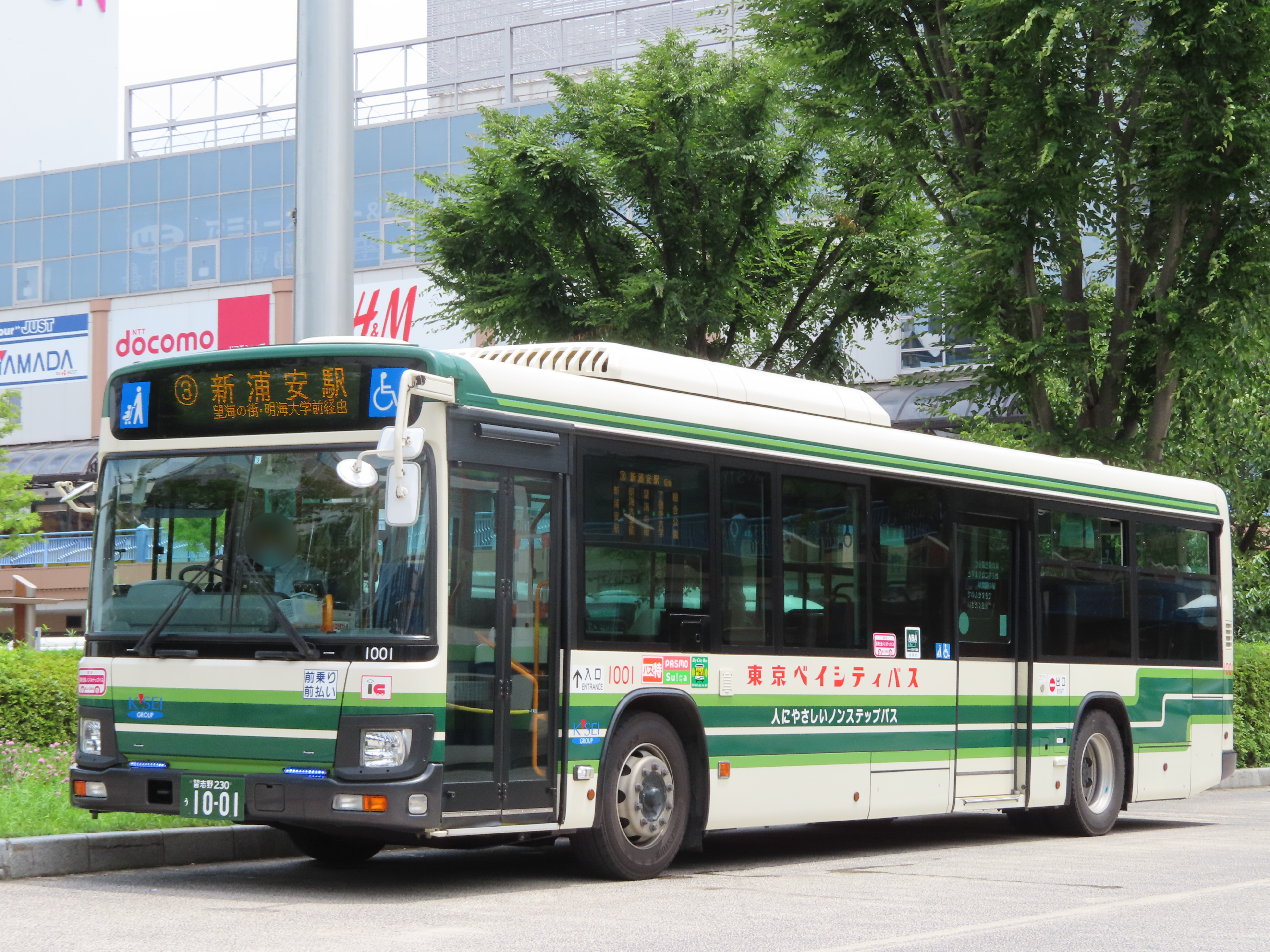
東京ベイシティ交通の創立40周年を記念して、2017年に導入された旧・オリエンタルランド交通色の車両 （エルガ）
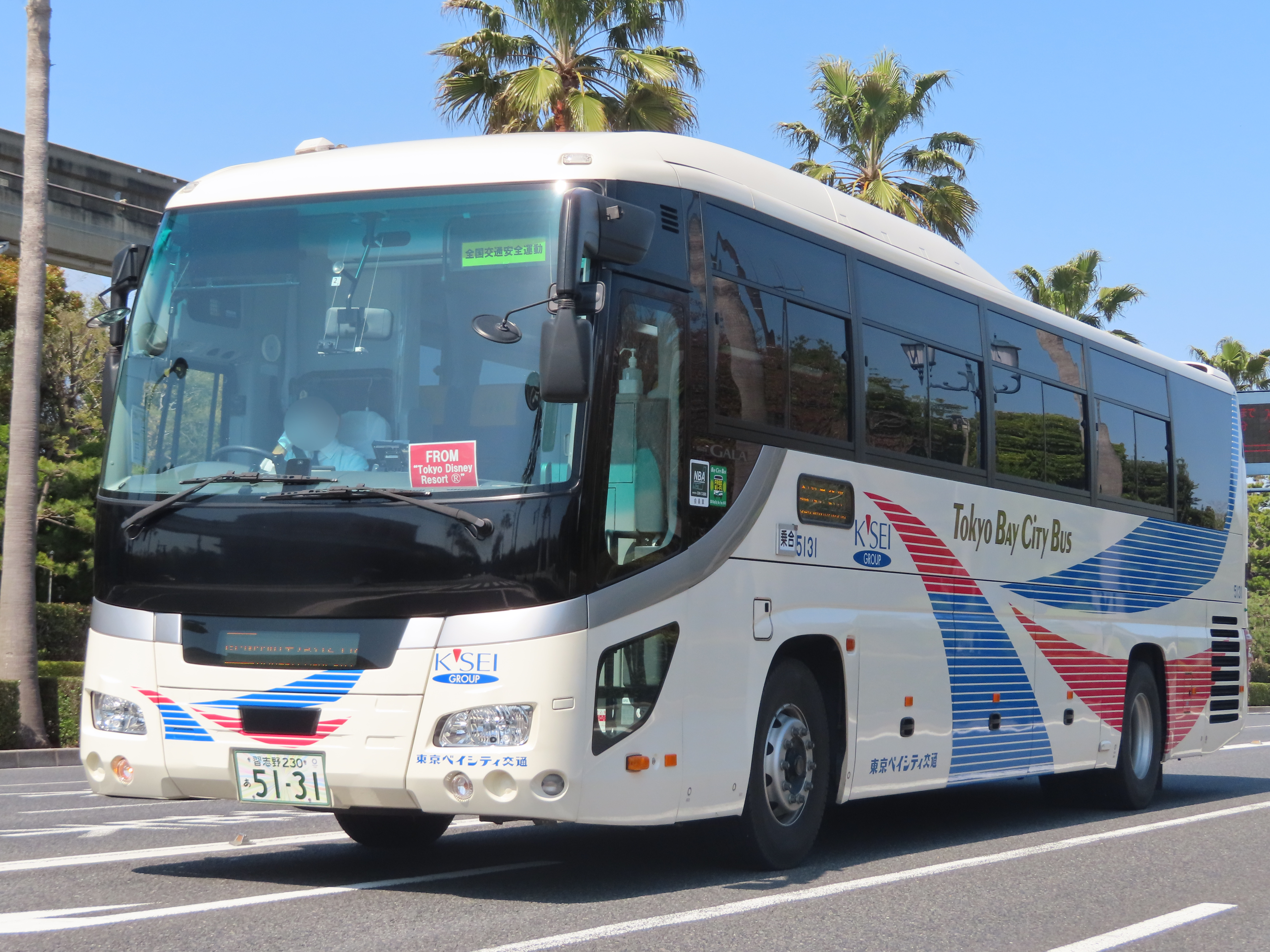
高速バス・空港リムジンバスの車両 （ガーラ）

過去の車両

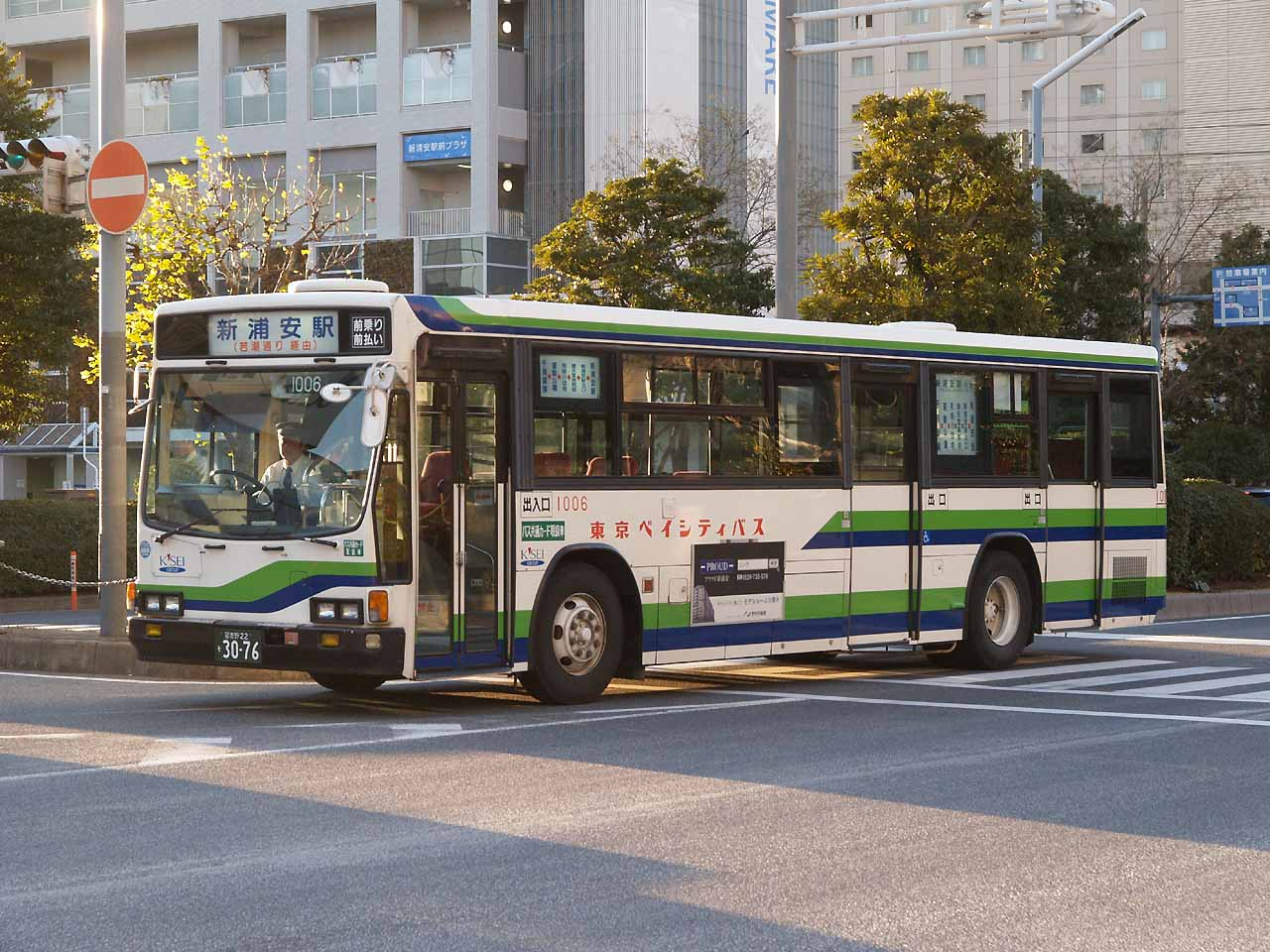
ノンステップバス導入前の主力だった3扉車 （キュービック）
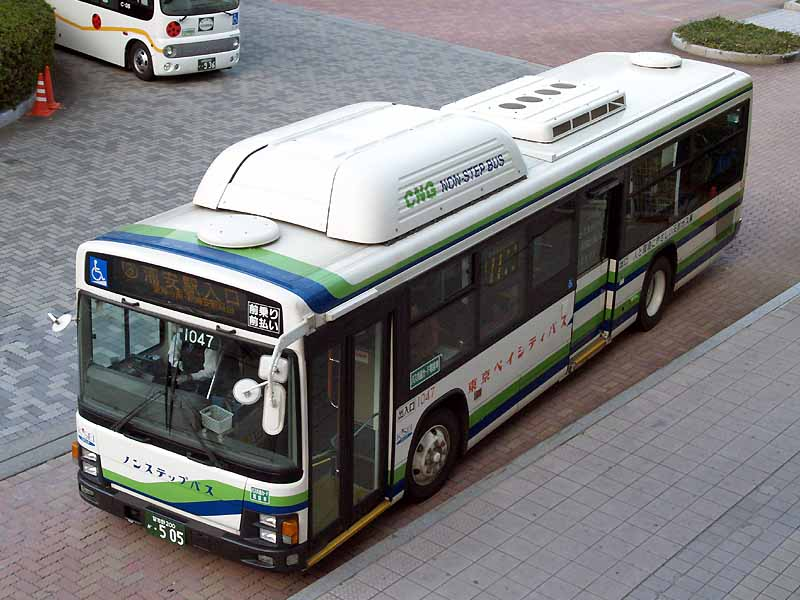
2017年に引退したCNGノンステップバス① （エルガ）
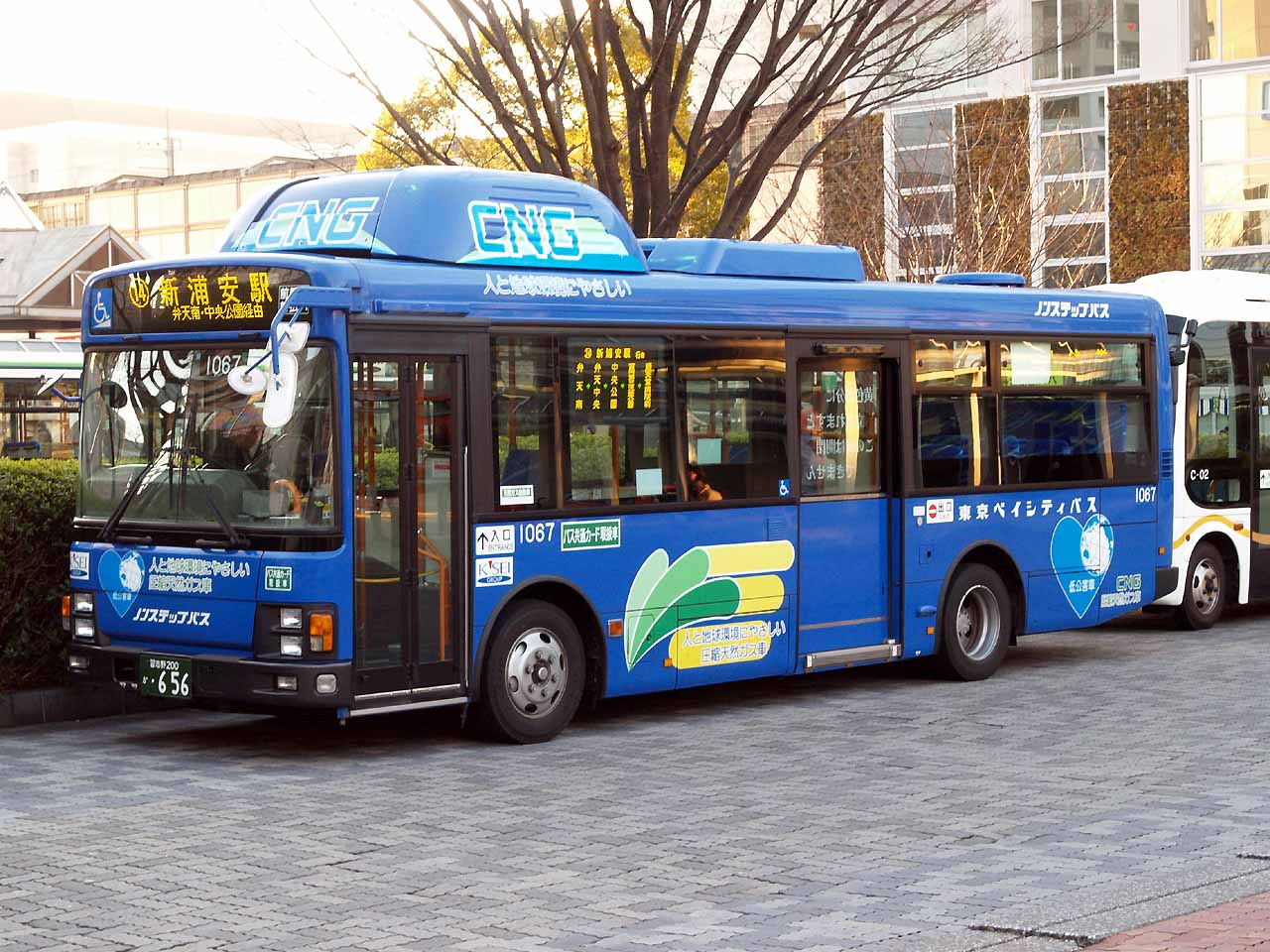
2017年に引退したCNGノンステップバス② （エルガミオ）
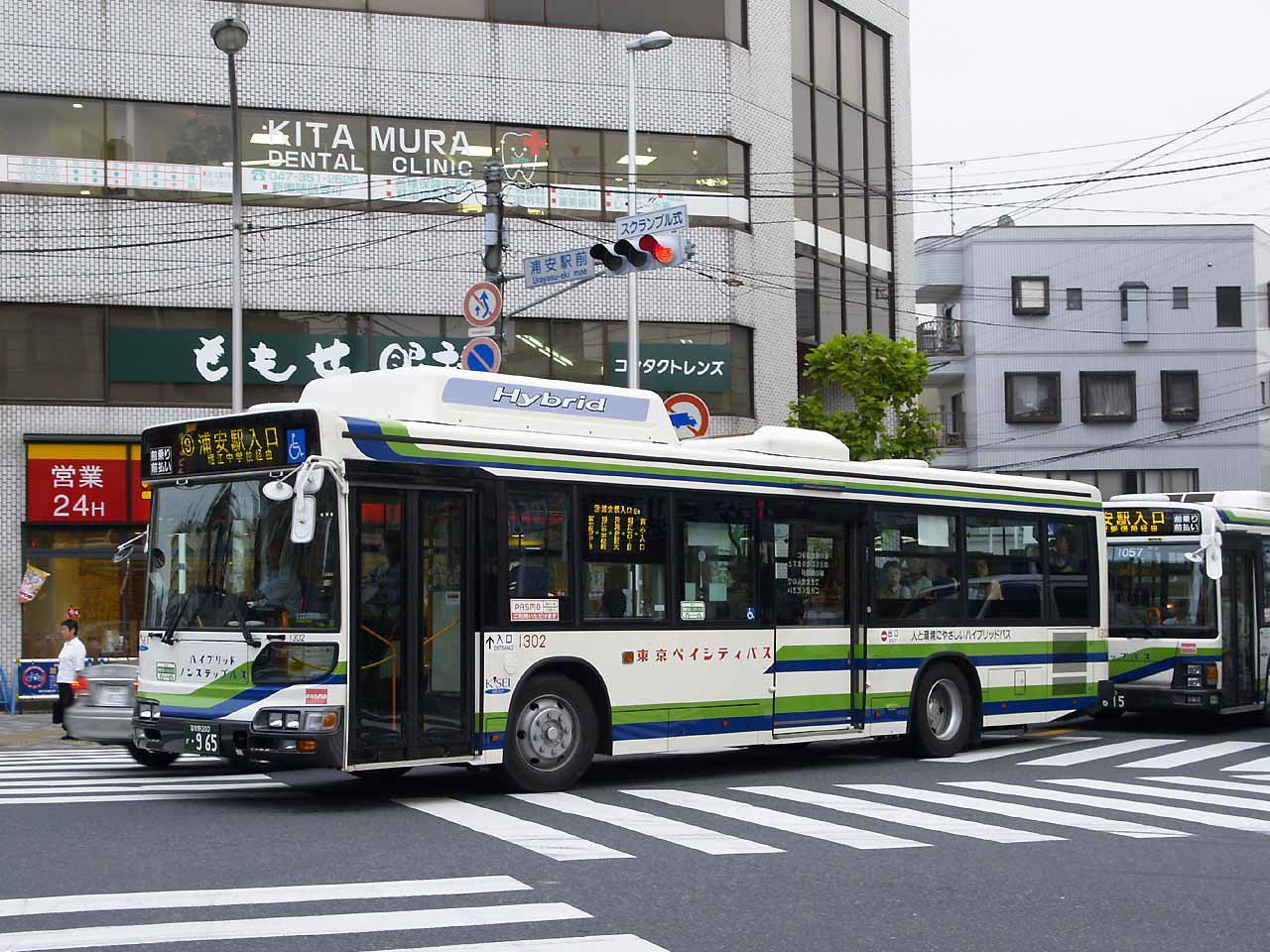
一般路線車 （ブルーリボンシティハイブリッド）
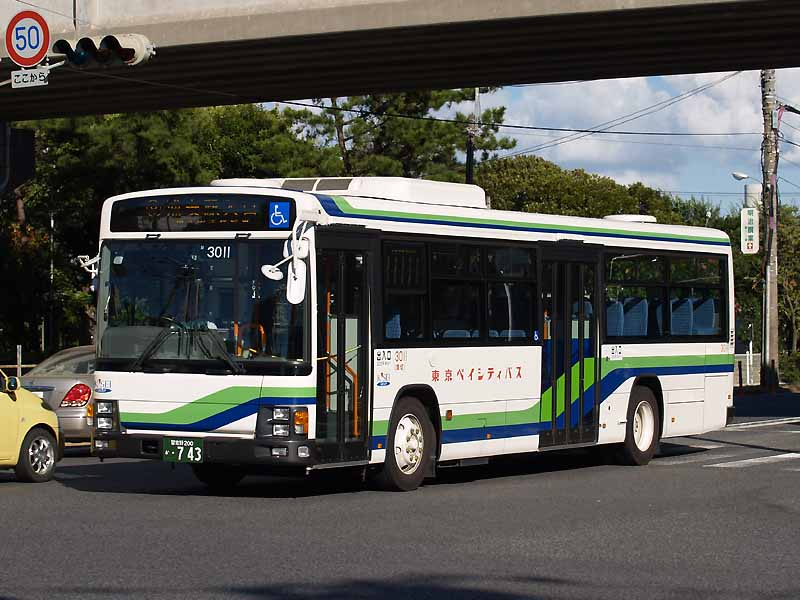
契約貸切車 （エルガ）
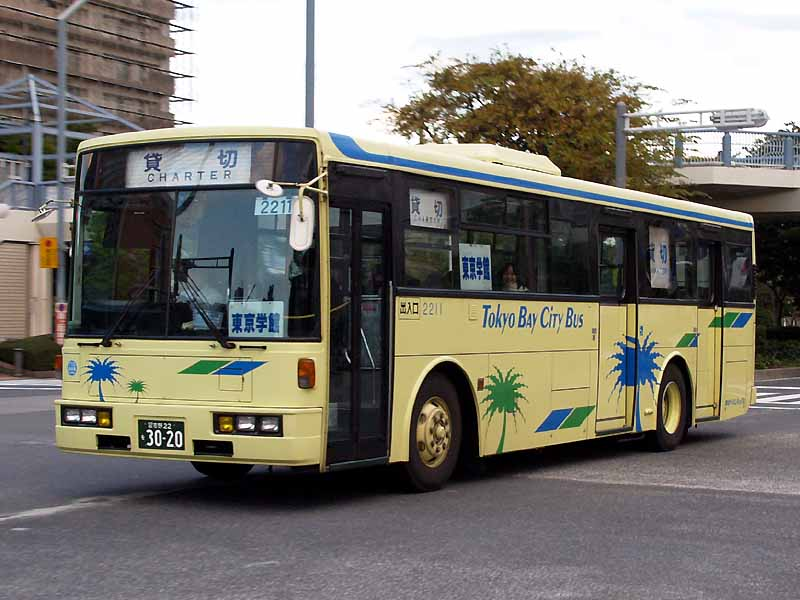
契約貸切車 （元リゾートシャトル）
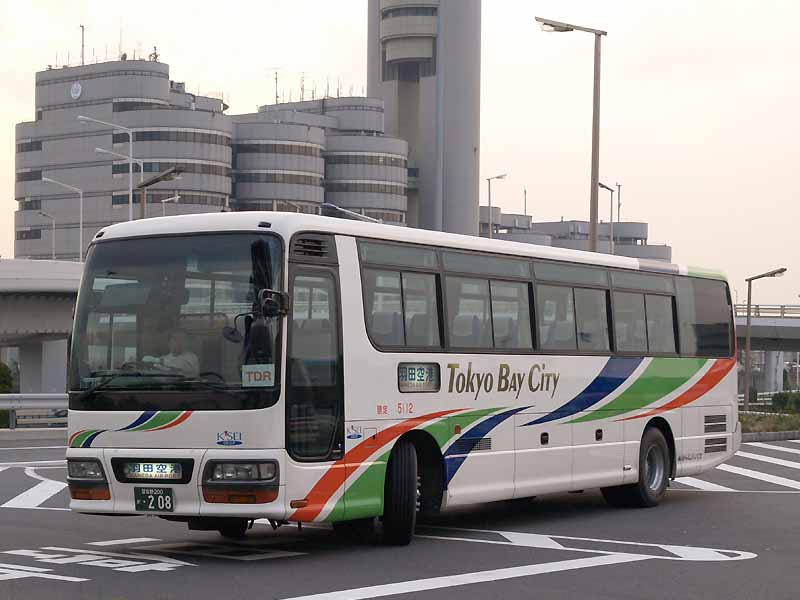
空港リムジンバス①
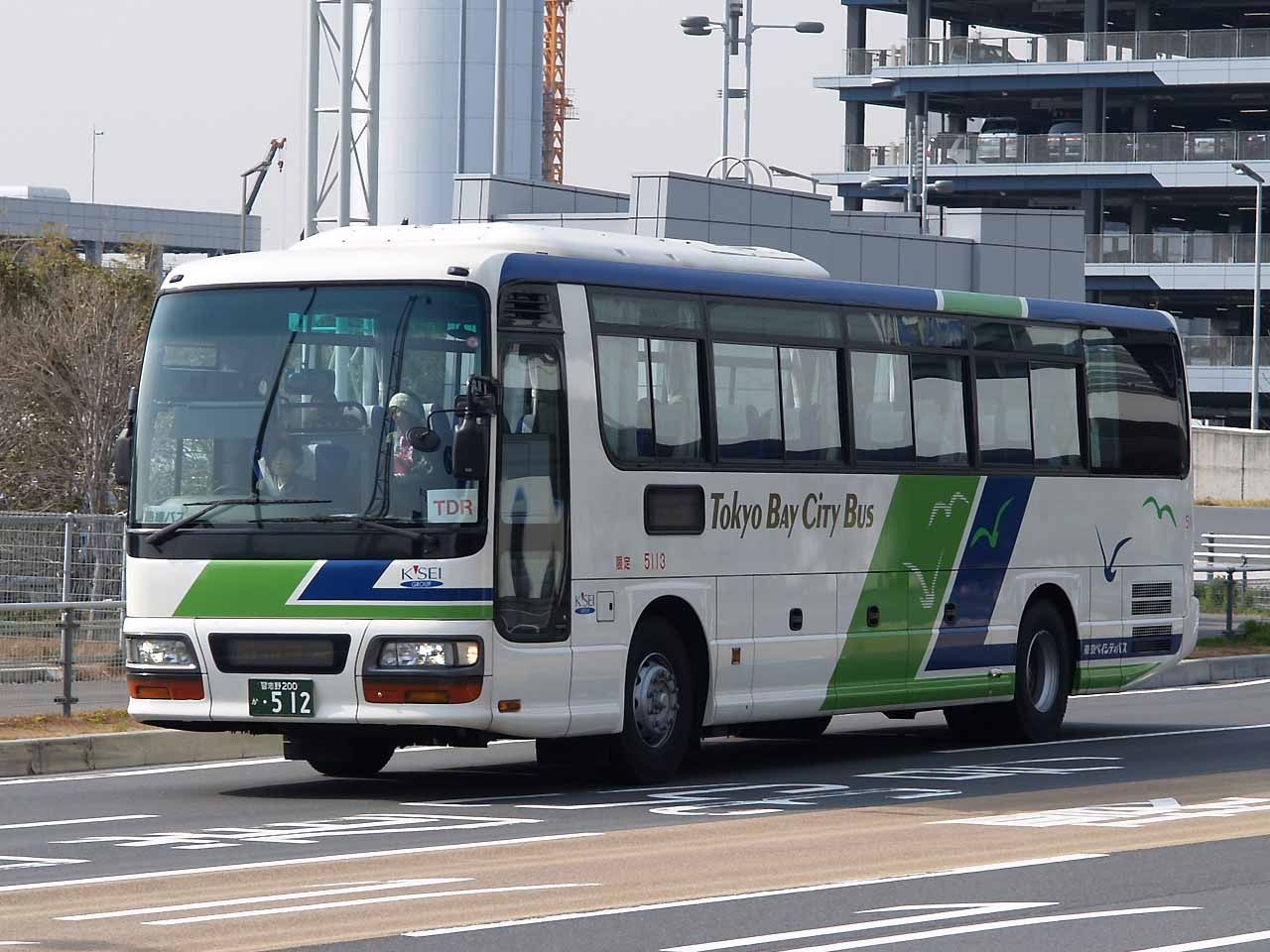
空港リムジンバス②
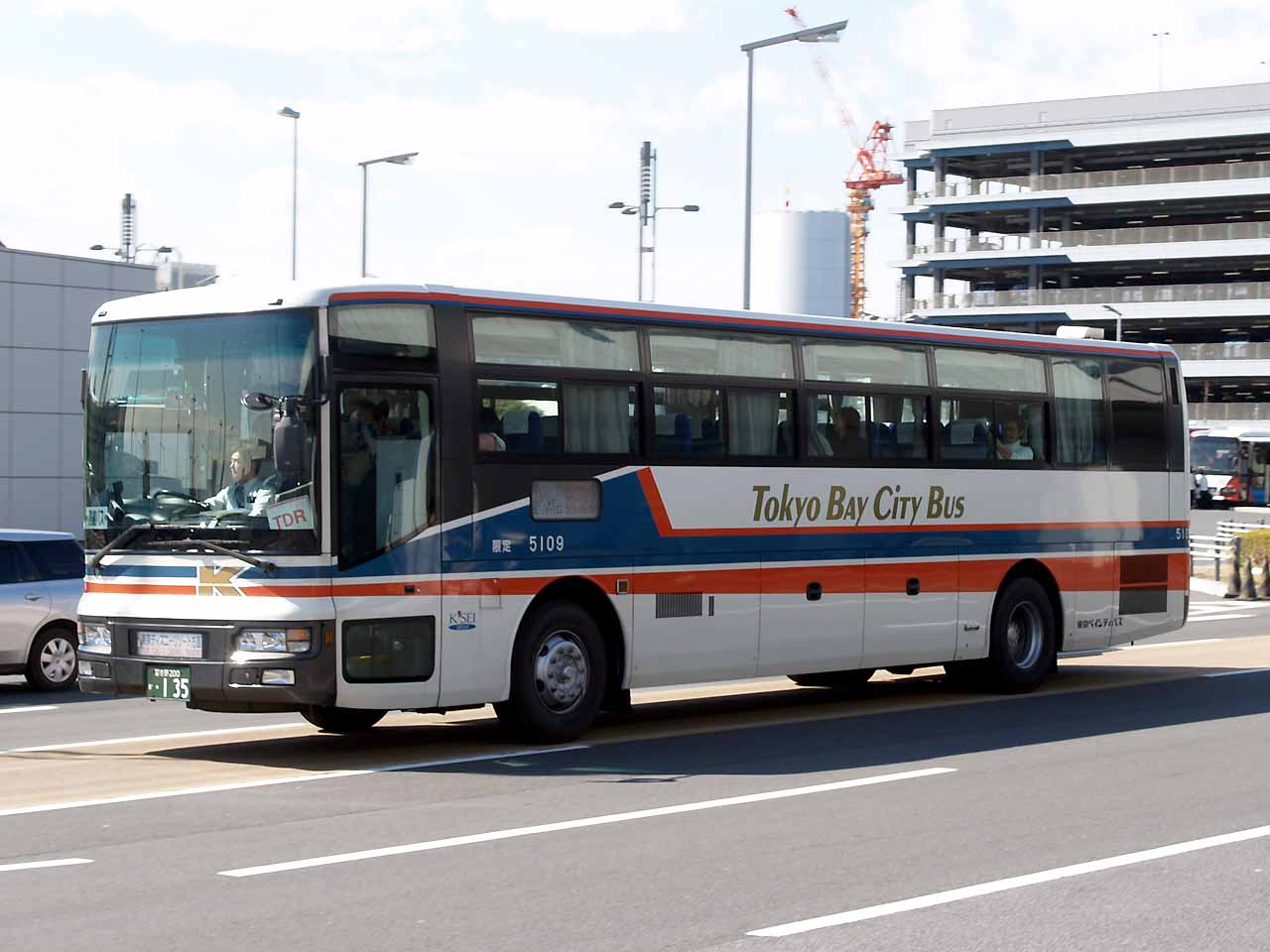
空港リムジンバス③ （KaNaC塗装）
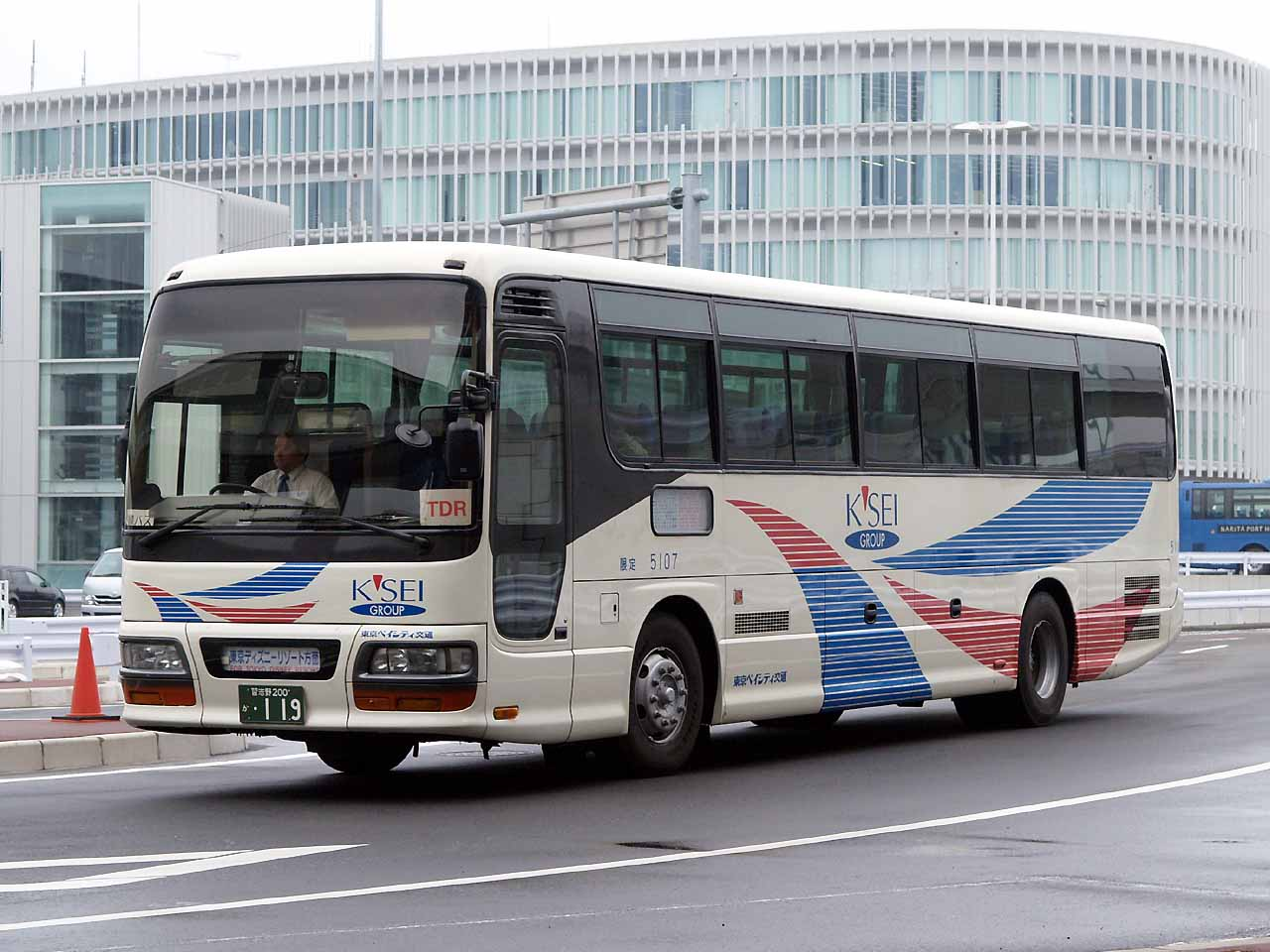
空港リムジンバス④ （京成グループ共通塗装）

## 廃車車両の譲渡先

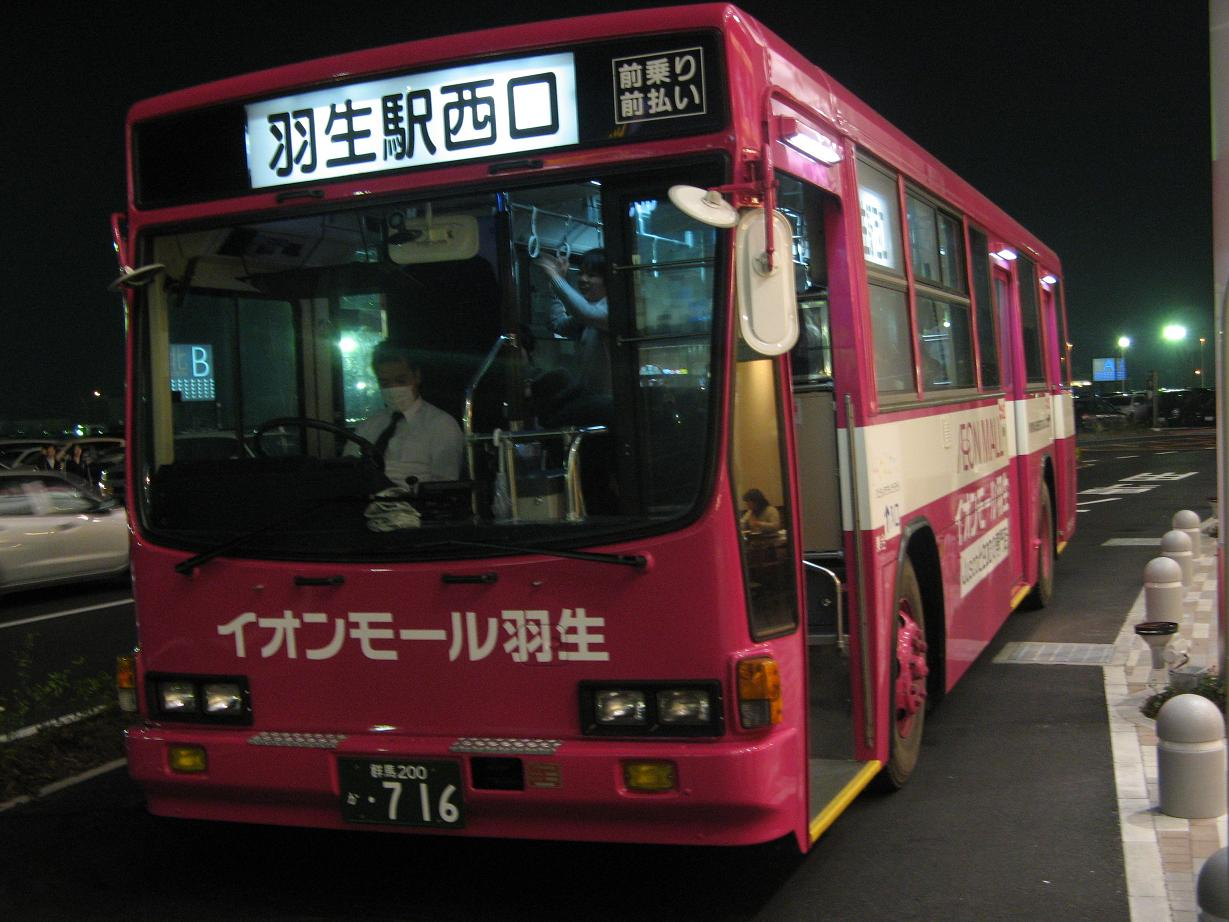
平成エンタープライズに譲渡された車両

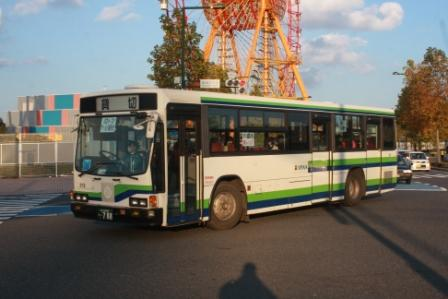
スピナに譲渡された車両

先述の通り、車体が他の大手事業者の車両と比べて長かったため、地方事業者への譲渡は極めて少なくなっている。ただ、大量輸送でかつ乗降の効率が良い3扉車を利点に数社に譲渡された。近年ではワンステップ車及びノンステップ車が移籍する事例も増加している。
これまでに譲渡された事例の一部を以下に紹介する。
- 成田空港交通 - いすゞ・C系、いすゞ・キュービック（車体はいすゞバス製造製、富士重工業製双方が存在）が成田空港の構内移動用ランプバス・特定輸送用に移籍。キュービックは塗装を塗り替えず使用されていた。既に廃車。
- 東運輸（旧石垣空港の構内移動用ランプバス） - いすゞ・C系（既に廃車）
- オリエンタルランド（東京ディズニーランドのキャスト通勤輸送及び構内移動用） - 日産ディーゼルK-U31系で、製造時から譲渡されるまで浦安バスターミナル-TDL間専用車だった。既に廃車。
- 平成エンタープライズ（平成観光） - いすゞ・キュービック（車体はIKコーチ製）。2007年11月2日に開業したイオンモール羽生と羽生駅西口を結ぶ有料連絡バスに使用されていた。（既に廃車）
- ちばシティバス - いすゞ・キュービック（車体は富士重工業製）、いすゞ・エルガ、いすゞ・エルガミオが数台移籍している。キュービック、エルガについては特定輸送用として移籍した車両もある。
- ちばレインボーバス - いすゞ・ガーラミオ。主にホテルスタッフの送迎貸切用であったが、大型前中扉車に変更されたため移籍。ゴルフ場送迎用としてほぼそのままの塗色で使用されているほか、一般路線用としていすゞ・エルガミオも移籍している。
- 千葉内陸バス - ワンステップ、ワイドドア（4枚折り戸）のいすゞ・エルガが数台移籍しているほか、同仕様のいすゞ・エルガミオが1台移籍し、一般路線で使用されていた。
- 京成トランジットバス - ワンステップ、ワイドドア（4枚折り戸）のいすゞ・エルガミオ。一時的な移籍（貸出）であり、既に返却済。企業送迎の受託先が京成トランジットバスに移籍したため、塗色はそのままで社名の書き換え、無線搭載だけで移籍前と同様の契約輸送に就いていた。その後高速バスの路線移管と輸送力増強用にいすゞ・ガーラ（2代目ハイデッカー）が2台移籍しているほか、特定輸送用にワンステップ、ワイドドア（4枚折り戸）のいすゞ・エルガが2台移籍していた。
- 千葉交タクシー - 銚子地区の一般路線用としていすゞ・エルガミオが1台移籍し、塗装はそのままで運行されていた。（既に廃車）
- 関東鉄道グループ - ノンステップのいすゞ・エルガが数台、日野・ブルーリボンシティハイブリッドが2台移籍している。
- 新潟交通・新潟交通観光バス - ワンステップ、ワイドドア（4枚折り戸）のいすゞ・エルガが数台移籍している。
- スピナ - いすゞ・キュービックが1台移籍し、塗装はそのままで新日鐵住金八幡製鐵所の構内輸送用として運行されている。
- 広島交通 - おさんぽバスとして使われていた日野・ポンチョが一般路線用として2台移籍している。
- 茨城交通 - 特定輸送用にワンステップ、ワイドドア（4枚折り戸）のいすゞ・エルガが2台移籍している。
- おさんぽバスとして使われたクセニッツ製車両のうち1台は、引き続き市の所有となりながらも白ナンバーに登録変更のうえで防犯啓蒙用の移動防犯車となった。